# العلاقات الطاجيكستانية الليختنشتانية
العلاقات الطاجيكستانية الليختنشتانية هي العلاقات الثنائية التي تجمع بين طاجيكستان وليختنشتاين.

## مقارنة بين البلدين
هذه مقارنة عامة ومرجعية للدولتين:
| وجه المقارنة                                              | طاجيكستان                          | ليختنشتاين                                 |
| --------------------------------------------------------- | ---------------------------------- | ------------------------------------------ |
| المساحة (كم2)                                             | 143.10 ألف                         | 16                                         |
| عدد السكان (نسمة)                                         | 8.92 مليون                         | 37.47 ألف                                  |
| الكثافة السكانية (ن./كم²)                                 | 62.33                              | 234.19 ألف                                 |
| العاصمة                                                   | دوشنبه                             | فادوتس                                     |
| اللغة الرسمية                                             | اللغة الطاجيكية                    | اللغة الألمانية                            |
| العملة                                                    | ساماني طاجيكي، الروبل الطاجيكستاني | فرنك سويسري                                |
| الناتج المحلي الإجمالي (بليون دولار)                      | 7.15 مليار                         | 6.29 مليار                                 |
| الناتج المحلي الإجمالي (تعادل القوة الشرائية) بليون دولار | 24.03 مليار                        |                                            |
| الناتج المحلي الإجمالي الاسمي للفرد دولار أمريكي          | 925                                |                                            |
| الناتج المحلي الإجمالي للفرد دولار أمريكي                 | 2.69 ألف                           |                                            |
| مؤشر التنمية البشرية                                      | 0.624                              | 0.908                                      |
| رمز المكالمات الدولي                                      | +992                               | +423                                       |
| رمز الإنترنت                                              | .tj                                | .li                                        |
| المنطقة الزمنية                                           | ت ع م+05:00                        | توقيت وسط أوروبا، ت ع م+01:00، ت ع م+02:00 |

## منظمات دولية مشتركة
يشترك البلدان في عضوية مجموعة من المنظمات الدولية، منها:
| علم المنظمة | اسم المنظمة                    | تاريخ انضمام طاجيكستان | تاريخ انضمام ليختنشتاين |
| ----------- | ------------------------------ | ---------------------- | ----------------------- |
|             | الاتحاد البريدي العالمي        | ?                      | ?                       |
|             | الاتحاد الدولي للاتصالات       | 28 أبريل 1994          | 25 يوليو 1963           |
|             | منظمة حظر الأسلحة الكيميائية   | ?                      | ?                       |
|             | الأمم المتحدة                  | 2 مارس 1992            | 18 سبتمبر 1990          |
|             | منظمة الأمن والتعاون في أوروبا | 30 يناير 1992          | 25 يونيو 1973           |
|             | منظمة الشرطة الجنائية الدولية  | ?                      | ?                       |